# بيل غرين (سياسي)
بيل غرين (بالإنجليزية: Bill Green)‏ هو محامي وسياسي أمريكي، ولد في 16 أكتوبر 1929 في نيويورك في الولايات المتحدة، وتوفي بنفس المكان في 14 أكتوبر 2002 بسبب سرطان الكبد. حزبياً، نشط في الحزب الجمهوري. في انتخابات مجلس النواب الأمريكي 1990 ‏، انتخب عضو مجلس النواب الأمريكي عن دائرة New York's 15th congressional district ‏ وقد انضم خلال فترته النيابية ‏ (3 يناير 1991 – 3 يناير 1993) للكتلة البرلمانية الحزب الجمهوري وانتخب عضو جمعية ولاية نيويورك وانتخب عضو مجلس النواب الأمريكي.